# Формула-1 — Гран-прі Мехіко 2021
Гран-прі Мехіко 2021 (офіційно — Formula 1 Gran Premio de la Ciudad de México 2021) — автоперегони чемпіонату світу з Формули-1, які відбулися 7 листопада 2022 року. Гонка була проведена на автодромі імені братів Родрігес в Мехіко, Мексика. Це вісімнадцятий етап чемпіонату світу і двадцять друге Гран-прі Мексики в історії. Ця гонка стала першим Гран-прі Мексики, що проводився під назвою Гран-прі Мехіко. 
Переможцем гонки став нідерландець Макс Ферстаппен (Ред Булл). Друге місце посів Льюїс Гамільтон (Мерседес), а третє — Серхіо Перес (Ред Булл). На цьому етапі Кімі Ряйкконен з команди Альфа Ромео здобув свої останні очки в кар'єрі Формули-1, фінішувавши восьмим.

## Кваліфікація
| Поз.                    | №  | Пілот              | Конструктор               | Кваліфікаційний час | Кваліфікаційний час | Кваліфікаційний час | Старт |
| Поз.                    | №  | Пілот              | Конструктор               | Q1                  | Q2                  | Q3                  | Старт |
| ----------------------- | -- | ------------------ | ------------------------- | ------------------- | ------------------- | ------------------- | ----- |
| 1                       | 77 | Вальттері Боттас   | Mercedes                  | 1:16.727            | 1:16.864            | 1:15.875            | 1     |
| 2                       | 44 | Льюїс Гамільтон    | Mercedes                  | 1:17.207            | 1:16.474            | 1:16.020            | 2     |
| 3                       | 33 | Макс Ферстаппен    | Red Bull Racing-Honda     | 1:16.788            | 1:16.483            | 1:16.225            | 3     |
| 4                       | 11 | Серхіо Перес       | Red Bull Racing-Honda     | 1:17.003            | 1:17.055            | 1:16.343            | 4     |
| 5                       | 10 | П'єр Гаслі         | AlphaTauri-Honda          | 1:16.908            | 1:16.955            | 1:16.456            | 5     |
| 6                       | 55 | Карлос Сайнс мол.  | Ferrari                   | 1:17.517            | 1:17.248            | 1:16.761            | 6     |
| 7                       | 3  | Данієль Ріккардо   | McLaren-Mercedes          | 1:17.719            | 1:17.092            | 1:16.763            | 7     |
| 8                       | 16 | Шарль Леклер       | Ferrari                   | 1:16.748            | 1:17.034            | 1:16.837            | 8     |
| 9                       | 22 | Юкі Цунода         | AlphaTauri-Honda          | 1:17.330            | 1:16.701            | 1:17.158            | 171   |
| 10                      | 4  | Ландо Норріс       | McLaren-Mercedes          | 1:17.569            | 1:17.473            | 1:36.830            | 182   |
| 11                      | 5  | Себастьян Феттель  | Aston Martin-Mercedes     | 1:17.502            | 1:17.746            |                     | 9     |
| 12                      | 7  | Кімі Ряйкконен     | Alfa Romeo Racing-Ferrari | 1:17.606            | 1:17.958            |                     | 10    |
| 13                      | 63 | Джордж Расселл     | Williams-Mercedes         | 1:17.958            | 1:18.172            |                     | 163   |
| 14                      | 99 | Антоніо Джовінацці | Alfa Romeo Racing-Ferrari | 1:17.897            | 1:18.290            |                     | 11    |
| 15                      | 31 | Естебан Окон       | Alpine-Renault            | 1:18.126            | 1:18.405            |                     | 194   |
| 16                      | 14 | Фернандо Алонсо    | Alpine-Renault            | 1:18.452            |                     |                     | 12    |
| 17                      | 6  | Ніколас Латіфі     | Williams-Mercedes         | 1:18.756            |                     |                     | 13    |
| 18                      | 47 | Мік Шумахер        | Haas-Ferrari              | 1:18.858            |                     |                     | 14    |
| 19                      | 9  | Микита Мазепін     | Haas-Ferrari              | 1:19.303            |                     |                     | 15    |
| 20                      | 18 | Ленс Стролл        | Aston Martin-Mercedes     | 1:20.873            |                     |                     | 205   |
| Правило 107 %: 1:22.097 |    |                    |                           |                     |                     |                     |       |
| Джерела:                |    |                    |                           |                     |                     |                     |       |

Примітки
- ↑  – Юкі Цунода був змушений стартувати з останнього місця через перевищення квоти на елементи силової установки.[3]
- ↑  – Ландо Норріс був змушений стартувати з останнього місця через перевищення квоти на елементи силової установки.[4]
- ↑  – Джордж Расселл отримав штраф 5 позицій на старті через позапланову заміну коробки передач.[4]
- ↑  – Естебан Окон був змушений стартувати з останнього місця через перевищення квоти на елементи силової установки.[4]
- ↑  – Ленс Стролл був змушений стартувати з останнього місця через перевищення квоти на елементи силової установки.[3] Він також отримав штраф 5 позицій на старті через позапланову заміну коробки передач. Покарання не мало значення, оскільки він уже мав стартувати з останньої позиції.[2]

## Перегони
| Поз.                                                             | №  | Пілот              | Конструктор               | Кола | Час/Відставання | Старт | Очки |
| ---------------------------------------------------------------- | -- | ------------------ | ------------------------- | ---- | --------------- | ----- | ---- |
| 1                                                                | 33 | Макс Ферстаппен    | Red Bull Racing-Honda     | 71   | 1:38:39.086     | 3     | 25   |
| 2                                                                | 44 | Льюїс Гамільтон    | Mercedes                  | 71   | +16.555         | 2     | 18   |
| 3                                                                | 11 | Серхіо Перес       | Red Bull Racing-Honda     | 71   | +17.752         | 4     | 15   |
| 4                                                                | 10 | П'єр Гаслі         | AlphaTauri-Honda          | 71   | +1:03.845       | 5     | 12   |
| 5                                                                | 16 | Шарль Леклер       | Ferrari                   | 71   | +1:21.037       | 8     | 10   |
| 6                                                                | 55 | Карлос Сайнс мол.  | Ferrari                   | 70   | +1 коло         | 6     | 8    |
| 7                                                                | 5  | Себастьян Феттель  | Aston Martin-Mercedes     | 70   | +1 коло         | 9     | 6    |
| 8                                                                | 7  | Кімі Ряйкконен     | Alfa Romeo Racing-Ferrari | 70   | +1 коло         | 10    | 4    |
| 9                                                                | 14 | Фернандо Алонсо    | Alpine-Renault            | 70   | +1 коло         | 12    | 2    |
| 10                                                               | 4  | Ландо Норріс       | McLaren-Mercedes          | 70   | +1 коло         | 18    | 1    |
| 11                                                               | 99 | Антоніо Джовінацці | Alfa Romeo Racing-Ferrari | 70   | +1 коло         | 11    |      |
| 12                                                               | 3  | Данієль Ріккардо   | McLaren-Mercedes          | 70   | +1 коло         | 7     |      |
| 13                                                               | 31 | Естебан Окон       | Alpine-Renault            | 70   | +1 коло         | 19    |      |
| 14                                                               | 18 | Ленс Стролл        | Aston Martin-Mercedes     | 69   | +2 кола         | 20    |      |
| 15                                                               | 77 | Вальттері Боттас   | Mercedes                  | 69   | +2 кола         | 1     |      |
| 16                                                               | 63 | Джордж Расселл     | Williams-Mercedes         | 69   | +2 кола         | 16    |      |
| 17                                                               | 6  | Ніколас Латіфі     | Williams-Mercedes         | 69   | +2 кола         | 13    |      |
| 18                                                               | 9  | Микита Мазепін     | Haas-Ferrari              | 68   | +3 кола         | 15    |      |
| Схід                                                             | 47 | Мік Шумахер        | Haas-Ferrari              | 0    | зіткнення       | 14    |      |
| Схід                                                             | 22 | Юкі Цунода         | AlphaTauri-Honda          | 0    | зіткнення       | 17    |      |
| Найшвидше коло: Вальттері Боттас (Mercedes) – 1:17.774 (69 коло) |    |                    |                           |      |                 |       |      |
| Джерела:                                                         |    |                    |                           |      |                 |       |      |

## Положення в чемпіонаті після Гран-прі
|           | Поз. | Пілот            | Очки  |
| --------- | ---- | ---------------- | ----- |
| Unchanged | 1    | Макс Ферстаппен* | 312.5 |
| Unchanged | 2    | Льюїс Гамільтон* | 293.5 |
| Unchanged | 3    | Вальттері Боттас | 185   |
| Unchanged | 4    | Серхіо Перес     | 165   |
| Unchanged | 5    | Ландо Норріс     | 150   |
| Джерела:  |      |                  |       |

|           | Поз. | Конструктор            | Очки  |
| --------- | ---- | ---------------------- | ----- |
| Unchanged | 1    | Mercedes*              | 478.5 |
| Unchanged | 2    | Red Bull Racing-Honda* | 477.5 |
| 1         | 3    | Ferrari                | 268.5 |
| 1         | 4    | McLaren-Mercedes       | 255   |
| Unchanged | 5    | Alpine-Renault         | 106   |
| Джерела:  |      |                        |       |

- Примітка: Тільки найвищі п'ять позицій вказані в обох заліках.
- Жирним шрифтом та зірочкою позначено учасників, які мають теоретичні шанси на чемпіонство.

## Виноски
1. 1 2  Микита Мазепін - росіянин, але він бере участь як нейтральний спортсмен, оскільки Спортивний арбітражний суд підтримав заборону брати участь у чемпіонатах світу Російській Федерації. Заборона була реалізована Світовим антидопінговим агентством у відповідь на спонсоровану державою програму допінгу російських спортсменів[en].